# Onthophagus megathorax
Onthophagus megathorax là một loài bọ cánh cứng trong họ Bọ hung (Scarabaeidae).